# Vulgichneumon stegemanni
Vulgichneumon stegemanni är en stekelart som först beskrevs av Heinrich 1934.  Vulgichneumon stegemanni ingår i släktet Vulgichneumon och familjen brokparasitsteklar. Inga underarter finns listade i Catalogue of Life.